# Ne s tutnjem...
Ne s tutnjem... je strip epizoda Dilana Doga objavljena premijerno u Srbiji u svesci #227. u izdanju Veselog četvrtka. Na kioscima se pojavila 10. jula 2025. Koštala je 450 dinara (3,8 €; 4,1 $). Imala je 94 strane.

## Originalna epizoda
Originalna epizoda pod nazivom Non con fragore... objavljena je premijerno u #436. regularne edicije Dilana Doga u Italiji u izdanju Bonelija. Izašla je 29.12.2022. Koštala je 5,8 €. Scenario je napisala Barbara Baraldi, a epizodu nacrtao Serđo Gerasi. Naslovnu stranu su nacrtali braća Đanluka i Raul Čestaro.

## Inspiracija poemom T. S. Eliota
Naslovi ove i naredne epizode inspieraiani su poemom T. S. Eliota - Šuplji ljudi (engl. Hollow Men). Napisana je 1925. godine, u vremenu nakon Velikog rata, kao izraz duhovne iscrpljenosti i razočaranja. Tema su ljudi koji su, pre svega vojnici i njihovi savremenici, ostali prazni i izgubljeni u svetu razorenom ratom, gde su stari smisli i velike priče izgubile snagu. Pesma oslikava stanje duha nakon Prvog svetskog rata — gubitak vere, nemoć i osećaj praznine. Kraj pesme, koji glasi: “Ovako se svet završava. Ne s tutnjem, već s cviljenjem,” naglašava ne-herojski, anti-klimaktični kraj jednog doba, pozivajući na razmišljanje o krizi ljudskog smisla u savremenom dobu.

## Kraj Rekionijeve ere
Ovo je 2. epizoda post-Rekionijevskog serijala. Serijal se vraća na period pre udara Meteora (opisano u #178-191), a uredničko mesto je preuzela Barbara Baraldi.

## Prethodna i naredna sveska
Prethodna sveska regularne edicije nosila je naslov Dva minuta do ponoći (#226), a naredna ...već s cviljenjem (#228).
Pogledati: Dilan Dog (spisak epizoda)